# Ion Enache
Ion Enache (ur. 21 lutego 1947 w Ploeszti) – rumuński zapaśnik walczący w obu stylach. Dwukrotny olimpijczyk. Siódmy w Montrealu 1976 w stylu klasycznym; odpadł w eliminacjach w Meksyku 1968, w obu stylach. Walczył w kategorii 70 – 74 kg. Gracz rugby.
Srebrny medalista mistrzostw świata w 1975 i brązowy w 1974. Wicemistrz Europy w 1975 roku.